# Chave (instrumento musical)

Fig 1: Quatro chaves de um saxofone tenor: a de cima é operada através de uma ligação, as outras são operadas directamente pelos dedos (chave de madrepérola)

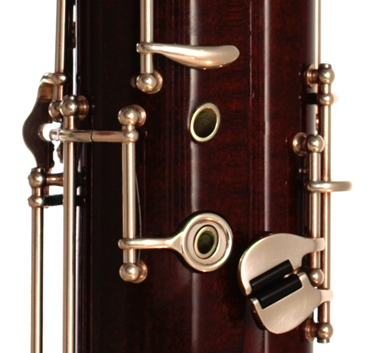
Fig. 2: Chaves de um fagote.

Fig. 3: Chaves Sol e Sol# de uma flauta transversal

Chaves são mecanismos presentes em diversos instrumentos musicais, principalmente em instrumentos de sopro da família das madeiras, como a flauta, o clarinete, o saxofone, o fagote.
Sua utilidade consiste em abrir e fechar orifícios ao longo do corpo do instrumento, variando a distância percorrida pelo ar dentro do instrumento e, consequentemente, a nota emitida.
O uso das chaves dá-se na impossibilidade técnica do instrumentista controlar apenas com os dedos a abertura e fechamento dos orifícios, seja pela largura destes, seja por uma distância inalcançável pelas mãos.
Muitos instrumentos valvulados, como trompetes e trombones, possuem chaves para a liberação da água que condensa no interior do instrumento em virtude do aumento da temperatura interna com o sopro do instrumentista. Essa chave, porém, não é utilizada no momento de execução de músicas.

## História
Os primeiros instrumentos de sopro possuíam apenas orifícios destinados a serem fechados com a polpa dos dedos do instrumentista. Eram, portanto, em número limitado e posicionados de maneira a atender as exigências ergonômicas, nem sempre utilizando-se princípios de acústica. Essa disposição pode ser observada ainda hoje na flauta doce. Os orifícios são abertos em ordem, de baixo para cima, obtendo-se uma escala diatónica. Os semitons são realizados abrindo parcialmente os orifícios ou com incómodas posições em que fecham-se um ou mais orifícios abaixo do primeiro orifício aberto. Isso leva a grandes dificuldades de execução, além de provocar uma acústica não homogénea: algumas dessas posições geram sons muito abafados. A técnica de obstruir metade dos orifícios são, além do mais, difíceis de afinar e ainda mais perigosas ao se tocar passagens rápidas.
Com o desenvolvimento música e da fabricação de instrumentos, o sistema de orifícios simples tornou-se obsoleto e foi introduzido o sistema de chaves, que permitiu:
- aumentar a extensão em direção ao grave (alongando os instrumentos e adicionando novos orifícios próximos à campânula, controlados por chaves abertas);
- aumentar a extensão em direção ao agudo (adicionando novos orifícios perto da embocadura, controlados por chaves fechadas e melhorando o funcionamento da chave de registro);
- melhorar a afinação (posicionando os orifícios a partir de cálculos acústicos);
- melhorar a resposta acústica e o volume (produzindo orifícios maiores que a polpa dos dedos, e produzindo orifícios de ressonância controlados automaticamente);
- obter todos os sons cromáticos (com novos orifícios controlados por chave fechadas ou abertas);
- simplificar a técnica executiva ns tonalidades "distantes" (graças aos automatismos);
- permitir a execução de todos os trinados e de muitos tremolos difíceis;
- obter uma escala cromática timbricamente homogénea (segundo o princípio um furo para cada nota);
- construir instrumentos graves das diversas famílias (antes, os furos resultavam muito grandes e distantes uns dos outros para serem fechados diretamente pelos dedos do instrumentista).

Uma figura importante para a evolução as chaves nos instrumentos de sopro é a do austríaco Theobald Boehm, que introduziu nas flautas e clarinetes o sistema de chaves e de digitação que levaram seu nome. Antes da sua organização, as chaves eram o fruto da simples implantação de chaves sobre o sistema preexistente de orifícios, de forma desordenada e pouco eficaz. Boehm leva o mérito de ter projetado orifícios superdimensionados em posição acusticamente estratégica (apagando de uma vez todo o trabalho empírico precedente), cobrindo-os com um sistema de chaves racional e orgânico.

## Tipologia e elementos constitutivos

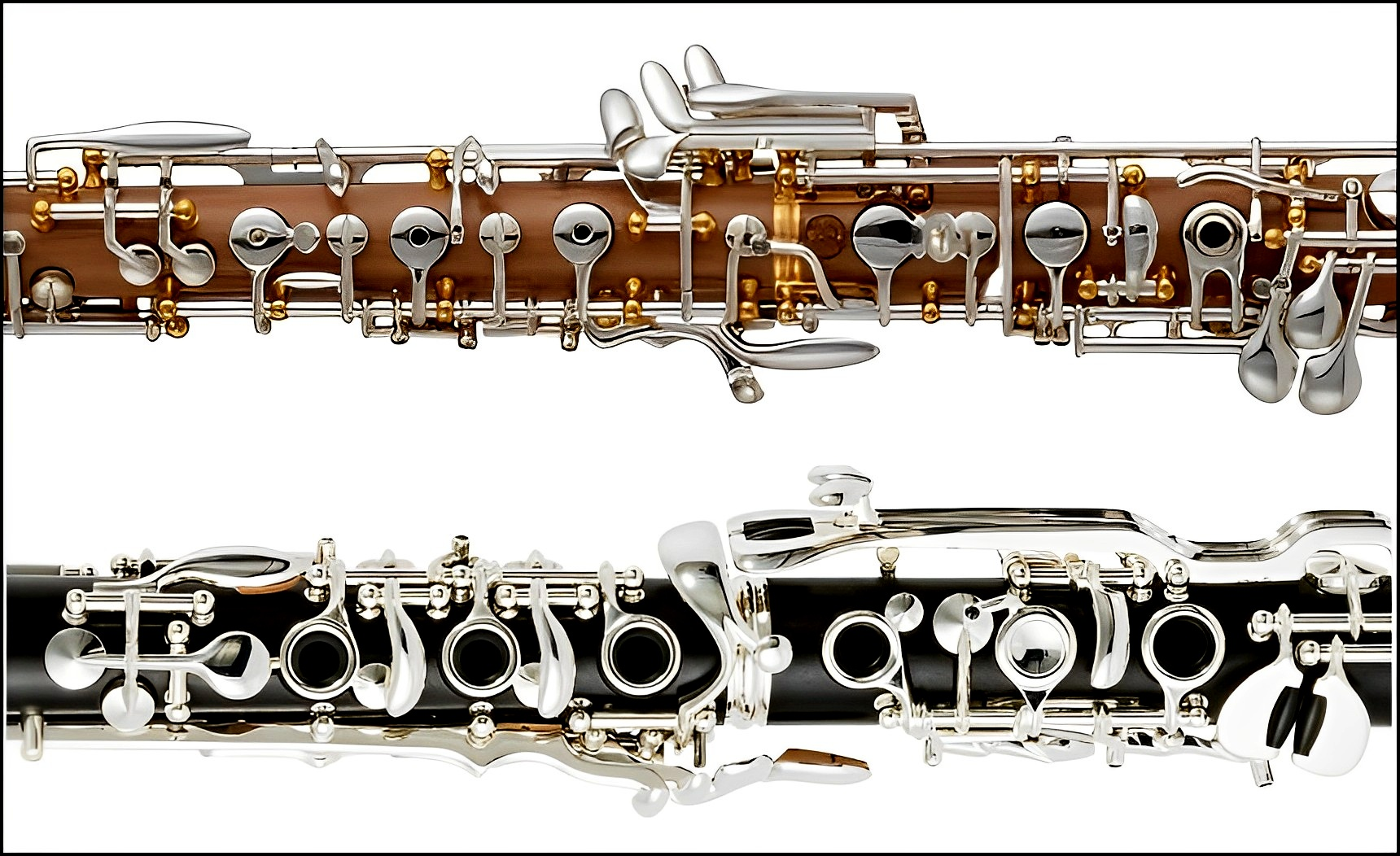
Fig. 4: Vários tipos de chaves em um oboé
Fig. 5: Chaves em forma de anel de um clarinete (sistema alemão)

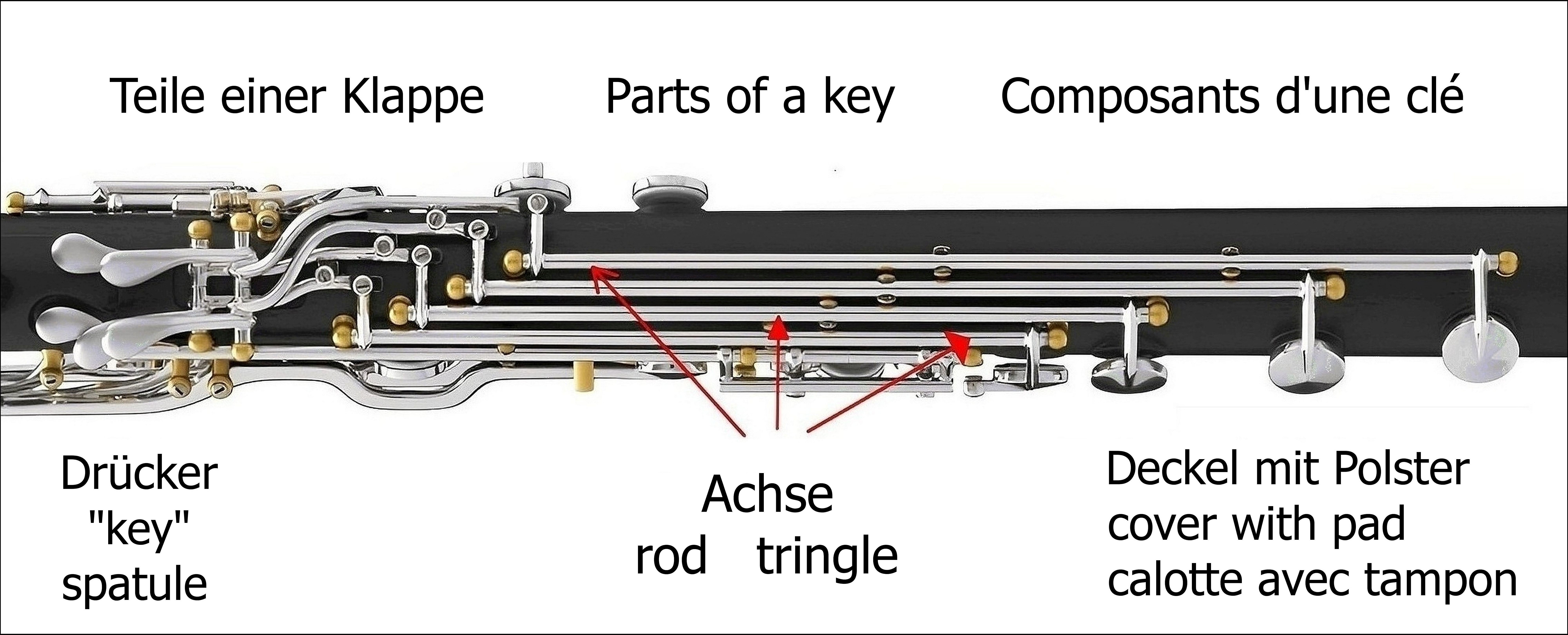
Fig. 6: Llaves de pulgar, tiradores y empujadores de un clarinete basset (sistema alemán

As chaves são de tipo aberto ou fechado, dependendo da posição de repouso da chave. Elas são formadas por:
- uma superfície (que é apertada pelo instrumentista) feita de metal, podendo ser recoberto por madrepérola, plástico ou madeira;
- uma ou mais alavancas (de vários tipos) ou hastes (que giram sobre o próprio eixo) de metal;
- uma ou mais molas (em forma de espiral, de agulha ou planas) que seguram a alavanca numa determinada posição;
- uma ou mais alavancas de ligação com outras chaves (frequentemente com parafusos de regulação);
- uma sapatilha na parte interna, que veda o orifício;
- distanciadores e silenciadores de cortiça e/ou feltro;
- pinos e /ou parafusos para manter a chave no lugar e para permitir apenas o movimento adequado.

Em casos particulares (como o tubax), as alavancas prevêem também "barras", ou seja, hastes que não giram sobre o próprio eixo, mas movimentam longitudinalmente. Isso permite transmitir o movimento a grande distância ou transversalmente ao instrumento com precisão. De fato, as longas hastes tendem a leve deformação quando são giradas sobre si mesmas, enquanto se são empurradas longitudinalmente são virtualmente indeformáveis.

## Funcionamento
Quando o instrumentista aciona a chave, vence a resistência da mola e, através das alavancas, abre ou fecha um orifício a distância: este pode, então, ser fabricado com a posição e as dimensões ideais acusticamente. A presença das chaves sobre os instrumentos de sopro permite multiplicar o número de orifícios (um saxofone possui em média 24; um fagote, 27), ampliando a extensão e as possibilidades técnico-executive e acústicas dos instrumentos. A ligação entre as chaves permite realizar automatismos que simplificam a execução, fechando ou abrindo automaticamente determinados orifícios. Um bom exemplo disso é o automatismo das chaves de registro nos saxofones, em que uma só chave comanda dois orifícios: a escolha do mais oportuno é determinada automaticamente pela chave 3 (chave do Sol). Dessa maneira o músico que quer tocar na oitava superior aciona uma só chave de registro e  a "esquece", confiando ao mecanismo automático a tarefa das mudanças necessárias. Nos primeiros modelos eram presentes duas chaves diferentestra.

## Manutenção
Em geral as chaves são mecanismos muito delicados que, para fecharem hermeticamente os orifícios e funcionarem corretamente requerem atenção durante o uso e uma manutenção periódica.
O mau funcionamento de uma chave pode-se verificar por:
- deformação: mesmo ao empenar menos de um milímetro, uma chave pode comprometer todo o som do instrumento. Cuidado com quedas, choques, esforços demasiados sobre a chave no período de montagem e desmontagem do instrumento. Não é necessário utilizar muita força ao apertar as chaves ao tocar, além de ser um gasto de energia inútil, corre-se o risco de danificá-las. Não é recomendado, também, apoiar o instrumento sobre as chaves ao deitá-lo sobre uma superfície. (Todo instrumento possui uma maneira correta de ser apoiado, que o instrumentista deve conhecer).
- afrouxamento de um parafuso (de fixção ou regulação): é indispensável uma pequena chave de fenda, se um parafuso se move muito deve ser substituido ou estabilizado com um líquido apropriado, vendido em lojas especializadas.
- descolamento de um distanciador/silenciador: geralmente basta uma gota de cola para recolocar o distanciador original, recomenda-se, contudo, que o faça um técnico experiente, a fim de não danificar o instrumento.
- ruptura de uma mola: muitos instrumentistas levam no estojo um elástico para as situações de emergência. A substituição da mola quebrada é sempre feita por un técnico.
- desgaste da chave: sobretudo por falta de lubrificação, as chaves podem ëmperrar, o que deve ser solucionado por um técnico.
- amassamento de uma cortiça ou feltro: esses elementos devem ser conferidos e substituídos periodicamente. Uma bom sinal de que se os deve trocar são os "barulhos" indesejáveis,uma ligação defeituosa entre chaves ou aindas uma diferença da resistência da chave ao aproximar ou distanciar da posição de repouso.
- desgaste das sapatilhas, que se pode dar pelo rompimento do material (fazendo com que o fechamento não seja mais hermético, devendo ser substituída a sapatilha) ou pelo acúmulo de poeira e sujeira que deixam impregnada a superfície da sapatilha, podendo mesmo fazer com que a chave cole à borda da chaminé (a borda do orifício). Neste segundo caso, deve-se fazer a limpeza com uma folha de papel mata-borrão posta entre a chave e a chaminé, fechando-se a chave para que a sujeira cole no papel.